# متروبانک
متروبانک (به انگلیسی: Metrobank) شرکت خدمات مالی و بانکداری فیلیپینی است، که در حوزه‌های بانکداری خرد، بانکداری سرمایه‌گذاری و ارائه خدمات بیمه فعالیت می‌کند و هم‌اکنون به‌عنوان دومین بانک بزرگ فیلیپین شناخته می‌شود.
متروبانک در سال ۱۹۶۲ توسط جورج تای در شهر مانیل تأسیس شد و در حال حاضر دارای شبکه‌ای از ۵۵۲ شعبه بانکداری در فیلیپین و ۸ شعبه بین‌المللی در کشورهای ایالات متحده آمریکا، فرانسه، ایتالیا، ژاپن، چین، اسپانیا، بریتانیا و استرالیا می‌باشد.
شعبه مرکزی این بانک در شهر ماکاتی، فیلیپین قرار دارد و بخشی از سهام آن در بازار بورس اوراق بهادار فیلیپین معامله می‌شود.